# Wu Ping och Yang Wu
Wu Ping och Yang Wu är ett kinesiskt par i Chongqing i Kina, som har blivit uppmärksammade i hela världen genom sin kamp mot ett storbolag, eftersom de vägrat sälja sin fastighet, och därmed satt stopp för ett jättebygge i Chongqing.
Den 4 april 2007 revs huset och familjen fick 1 000 000 renminbi och en ny lägenhet i ersättning. Familjen begär mer pengar och har blivit kändisar i Kina, de har nu flyttat in i sin nya lägenhet och har deltagit i ett flertal stora TV-shower.